# Dana Trávníčková
Dana Trávníčková (* 20. září 1943 v Praze) je česká cestovatelka, autorka tzv. cesto-faktopisných knih a zakladatelka nakladatelství Dany Travel. Navštívila (údaj k lednu 2019) více než 120 zemí světa a zároveň všechny kontinenty.

## Rodina
Matka Dany Trávníčkové byla muzikoložka, otec etnograf a literární historik, celoživotně redaktor Československého rozhlasu.

## Kariérní dráha
Dana Trávníčková je původní profesí programátorka, systémová analytička a vysokoškolská pedagožka. Působila na Vysoké škole ekonomické v Praze. Během studia a poté až do roku byla 1989 externí průvodkyní zahraničních turistů. Své profese propojila ve vlastním kurzu „Aplikace počítačů v cestovním ruchu“ a na toto téma v roce 1983 napsala také svou dizertační práci.
Od roku 1990 se profesně věnovala již jen cestovnímu ruchu. Založila cestovní kancelář Dany Travel se zaměřením na příjezdový cestovní ruch do České republiky (skupiny, kongresy, tematické akce). Zaměření cestovní kanceláře v roce 1998 změnila na pořádání poznávacích cest po všech kontinentech. Pokaždé do jiné destinace. Do roku 2011 celkem 45 cest do téměř 80 zemí.
V roce 2011 Dana Trávníčková činnost cestovní kanceláře ukončila a název Dany Travel přenesla na nakladatelství cesto-faktopisné literatury.

## Cestovatelství
Dana Trávníčková procestovala více než 120 zemí světa a zároveň všechny kontinenty. Vždy po důkladné přípravě a s následnou dokumentací.

## Knižní tvorba a publicistika
Dana Trávníčková je autorka knižní řady osobitého žánru, ve kterém systematicky představuje části světa a jejich země v propojení historie, přírody, lidských kultur, etnik a náboženství, v souvislostech a vztazích k okolnímu světu a podložené vlastním cestovatelským svědectvím a fotodokumentací. Pro své knihy vytvořila nový název žánru, a to "cesto-faktopis", přičemž slovo faktopis má ochrannou známku Úřadu pro průmyslové vlastnictví. Projekt cesto-faktopisů je nekomerční počin s osvětovým cílem, dotovaný z vlastních prostředků autorky-nakladatelky. Dana Trávníčková publikovala také řadu reportáží o cestování (cestovatelský portál Hedvábná stezka, portál Novinky.cz, portál Seznam.cz, server Lidovky) a digitálních cestopisů o více než osmdesáti zemích světa s autorskou fotodokumentací.
Seznam knižně vydaných cestopisných a faktografických prací Dany Trávníčkové:
- Trávníčková D. (2012): Sen o Tichomoří. Vyd. Dany Travel. 160 s., víc než 300 barevných fotografií a mapek.
- Trávníčková D. (2013): Jižní Amerikou na Konec světa a pak dál do Antarktidy. Vyd. Dany Travel. 224 s., víc než 400 barevných fotografií a mapek.
- Trávníčková D. (2014): Příběh černé Afriky. Vyd. Dany Travel. 320 s., 580 barevných fotografií a mapek.
- Trávníčková D. (2015): Magický svět Indie a Himálaje. Vyd. Dany Travel. 232 s., 500 barevných fotografií a mapek.
- Trávníčková D. (2016): O rájích a peklech jihovýchodní Asie. Vyd. Dany Travel. 294 s., 800 barevných fotografií a mapek.
- Trávníčková D. (2017): Příběh Mexika, zemí Střední Ameriky a Karibiku. Vyd. Dany Travel. 248 s., 500 barevných fotografií a mapek.
- Trávníčková D. (2018): Příběh Arábie. Vyd. Dany Travel. 359 s., 800 barevných fotografií a 30 mapek.
- Trávníčková D. (2019): Příběh Íránu, Mongolska a Turecka - říší, které pohnuly světem. Vyd. Dany Travel. 264 s., 480 barevných fotografií a 9 mapek.
- Trávníčková D. (2020): Příběh Austrálie, Japonska a Koreje. Vyd. Dany Travel. 229 s., víc než 500 barevných fotografií, 10 mapek.
- Trávníčková D. (2021): Blažené ostrovy a sedmý kontinent. Vyd. Dany Travel. 256 s., víc než 700 barevných fotografií a mapek.

Od roku 2022 publikuje pravidelné články-blogy o různých zemích světa na blogové platformě serveru Idnes.cz.

## Zajímavosti
Patronem první knihy Dany Trávníčkové „Sen o Tichomoří“ a autorem předmluvy k této knize se stal Miroslav Zikmund, patronkou knihy „Příběh Íránu, Mongolska a Turecka - říší, které pohnuly světem“ je česká diplomatka Gita Fuchsová, patronem knihy „Příběh Austrálie, Japonska a Koreje“ je David Lukeš, ředitel Centra Paraple.
Zeměpisné a vlastivědné sdružení udělilo Daně Trávníčkové v roce 2013 nejvyšší ocenění Supervelmistr světových cest.